# Сателит (Нови Сад)
Сателит је градска четврт Новог Сада. Налази се на западној периферији града, уз Футошки пут.

## Положај насеља
Јужну границу Сателита чини Футошки пут, западну границу чини Булевар Кнеза Милоша, источну границу чини Булевар Слободана Јовановића, док северну границу чине Булевар Јована Дучића и улица Партизанских база. Према неким тумачењима, Сателиту припада и део Радне зоне запад (Расадник), који се налази између Булевара кнеза Милоша на истоку и улице Сомборска рампа на западу.
Суседна насеља су: Телеп (на југу), Ново Насеље (на северу и истоку) и Ветерник (на западу). У административном смислу, Сателит је део месне заједнице „Гаврило Принцип“, којој, поред Сателита, припадају и југоисточни делови Новог Насеља, као и делови индустријске зоне под називом Радна зона запад.
Централни део Сателита назива се Мали Сателит или Тозиновац, а овај простор се тренутно реконструише, рушењем старих приземних објеката и изградњом вишеспратница.

## Име и историја
Сателит је назван по небеским телима, пратиоцима планета у васиони (видети чланак: сателит), јер је и ово насеље када је изграђено било пратилац Новог Сада. Према књизи Др Слободана Ћурчића (Насеља Бачке - географске карактеристике, Нови Сад, 2007.), у источном делу данашњег Сателита су још 1952. године постојале куће. Изградња централног дела данашњег Сателита почела је 1956-1957. године, када су саграђене прве куће на подручју данашњег Малог Сателита (Тозиновца). Ове куће су изграђене на иницијативу тадашњег градоначелника Тодора Јовановића Тозе, па је по њему и назван тај део насеља.
Од своје изградње, Сателит је имао карактеристике радничког насеља, првобитно са оскудним приземним кућама, да би касније биле изграђене комфорне вишеспратне стамбене зграде, пијаца, школа, вртићи и продавнице.
Ужи део Сателита чиниле су до 1989. године месне заједнице „Гаврило Принцип“ и „Борис Кидрич“. Референдумом је дошло до спајања ове две месне заједнице и дела Новог Насеља у једну месну заједницу под именом „Гаврило Принцип“.

## Становништво
Према подацима предузећа ЈКП Информатика Нови Сад, месна заједница „Гаврило Принцип“ (обухвата Сателит и део Новог Насеља) има има 14.769 становника (2010. година).

## Привреда, спорт, култура, јавне установе
На Сателиту се налазе (или су се налазили) следећи објекти и установе од јавног значаја: Канцеларија Градске скупштине, Сателитска пијаца (легализована 1968, пре тога била дивља), фабрика за производњу резервних делова "Аутокоп" (престала са радом и порушена), основна школа „Милош Црњански“ (ранији назив „Борис Кидрич"), два дечја вртића ("Бајка“ и „Споменак"), а ту је и спортски центар у оквиру којег постоји стадион фудбалског клуба „Младост“, као и тениски терени тениског клуба „Елите“. Била је планирана и изградња спортско-пословног објекта „Туш“, од чега се одустало. Поред тога, на Сателиту постоји и одређен број трговачких, угоститељских и занатских радњи, као и приватних привредно-пословних субјеката, углавном лоцираних уз Футошки пут и улицу Бате Бркића. У делу Радне зоне запад под називом Расадник (који се према неким тумачењима сматра делом Сателита) лоцирано је Јавно Градско Саобраћајно Предузеће.
На Сателиту постоји и такозвани "Сателитски бувљак", нелегална бувља пијаца, која се раније налазила поред Сателитске пијаце, а сада је лоцирана у северном делу Сателита, близу Булевара Јована Дучића.

## Улице и саобраћај
Важније улице на Сателиту су:
- Футошки пут
- Булевар кнеза Милоша
- Булевар Слободана Јовановића
- Булевар Јована Дучића
- Булевар Бате Бркића
- Стевана Хладног
- Милоја Чиплића

Градски и приградски аутобуси који пролазе поред насеља су: 2, 7, 8, 9, 52, 53, 54, 55 и 56.

## Познати становници Сателита
- Миро Вуксановић, писац, добитник НИН-ове награде.
- Дара Бубамара (Рада Аџић), популарна фолк певачица, одрасла је на Сателиту.

## Даљи развој насеља
Према Генералном урбанистичком плану Новог Сада до 2021. године, била је планирана потпуна реконструкција централног дела Сателита, односно рушење старих кућа на Малом Сателиту, уместо којих би била изграђена нова саобраћајница која би повезала Сателитску пијацу са улицом Бате Бркића. Ова нова саобраћајница, као продужетак улице Бате Бркића завршена је и отворена за саобраћај 2019. године и она данас представља централну улицу на Сателиту, око које је изграђено (или се гради) више модерних вишеспратница са стамбено-пословним садржајима.